# Vacuna contra la viruela
Las vacunas antivariólicas son vacunas que previenen la viruela y la viruela del mono.

## Historia
La vacuna contra la viruela se aplicó por primera vez de manera científica en 1796, cuando Edward Jenner demostró que la infección por el virus de la viruela vacuna relativamente leve confería protección contra la viruela.
Viruela bovina, sin embargo, había sido utilizado previamente en 1774 por Benjamin Jesty y otros médicos en la década de 1700, pero no se había promocionado en la misma medida. La práctica de la vacunación se hizo común en toda Europa en 1800. De 1966 a 1977, la Organización Mundial de la Salud llevó a cabo una campaña de vacunación que erradicó la viruela, convirtiéndola en la única enfermedad humana erradicada. En la década de 2000, el costo de una vacuna replicante era de unos 5 USD por dosis, mientras que el de una vacuna no replicante era de unos 29 USD.

## Características
Para la viruela, tuvo una efectividad de alrededor del 95 % durante 3 a 5 años, para la viruela del mono ha sido al menos 85% efectivo. Si bien no se administra de forma rutinaria para prevenir la viruela, está disponible para posibles exposiciones. En 2022, se recomendó para personas con alto riesgo de contraer estas enfermedades. Las vacunas más antiguas se administran mediante escarificación, mientras que las más nuevas se administran mediante inyección bajo de la piel.
Las vacunas actuales incluyen ACAM2000, que fue aprobada para uso médico en los Estados Unidos en 2007 y MVA-BN, que fue aprobada en 2019. ACAM2000 es una vacuna viva que puede duplicarse, mientras que MVA-BN es una vacuna viva. vacuna que no puede duplicarse a sí misma.

## Efectos secundarios
Los efectos secundarios comunes de ACAM2000 incluyen inflamación de los ganglios linfáticos, cansancio, fiebre y erupción en el lugar de la inoculación. Los efectos secundarios graves pueden incluir miocarditis, eczema vaccinatum y encefalitis, además su uso durante el embarazo puede dañar al feto. Los efectos secundarios comunes de MVA-BN incluyen dolor en el lugar de la inyección, cansancio, dolor muscular y dolor de cabeza. Los efectos secundarios graves pueden incluir anafilaxia, no hay evidencia de mayor daño en el embarazo o eccema.